# Bahnstrecke Pittsburgh–Harrisburg
Die Bahnstrecke Pittsburgh–Harrisburg ist eine 399 km lange Bahnstrecke der Norfolk Southern Railway im amerikanischen Bundesstaat Pennsylvania.
Zusammen mit der Bahnstrecke Philadelphia–Harrisburg bildet sie den Keystone Corridor. Die Strecke folgt erst den Flusstälern des Allegheny und Conemaugh, dann durchstößt sie die Allegheny Mountains mit dem Gallitzin-Tunnel und der Horseshoe Curve und folgt ab Altoona den Tälern des Juniata und Susquehanna Rivers.
Die von der Pennsylvania Railroad (PRR) weitgehend viergleisig ausgebaute Strecke ist heute durchgängig mindestens zweigleisig. Ein drittes Gleis liegt von Cove Jct östlich von Altoona bis Conpit Jct zwischen Johnstown und Latrobe. Bei Gallitzin besteht ein kurzer viergleisiger Abschnitt.

## Geschichte
Die Städte Pittsburgh und Harrisburg waren 1845 bereits durch eine mit öffentlichen Geldern errichtete kombinierte Kanal- und Eisenbahnstrecke miteinander verbunden. 1846 verabschiedete der Commonwealth of Pennsylvania den Act Incorporating the Pennsylvania Railroad Company und gründete damit die private Pennsylvania Railroad (PRR). Nach dem Sammeln von Geld beauftragte sie den Ingenieur John Edgar Thomson mit dem Bau der Strecke.
Der Bau begann von beiden Seiten und wurde 1854 am schwierigsten Abschnitt der Strecke mit dem Gallitzin-Tunnel und der Horseshoe Curve abgeschlossen. 1855 kaufte J. E. Thomson für 7,5 Millionen $ die gerade errichtete Hauptstrecke (Main Line) der PRR, deren Präsident er bis 1874 blieb.

## Zugverkehr
Einmal pro Tag verkehrt in jeder Richtung der Pennsylvanian von New York nach Pittsburg. Darüber hinaus ist die Strecke die wichtigste Güterverkehrsachse der Norfolk Southern Railway.